# 山口朗
山口 朗（やまぐち あきら）は、日本の歯学者、歯科医師。東京医科歯科大学名誉教授。
東京歯科大学口腔科学研究センター客員教授。元東京医科歯科大学大学院医歯学総合研究科口腔機能再構築学系口腔機能再建学講座口腔病理学分野教授。元長崎大学歯学部教授。日本臨床口腔病理学会元理事長。

## 経歴
1974年東京歯科大学卒業、1979年東京医科歯科大学大学院修了。以後、昭和大学歯学部講師、助教授を経て1998年より長崎大学歯学部教授、2002年より東京医科歯科大学教授、2015年より東京歯科大学口腔科学研究センター客員教授。
2011年より昭和大学客員教授、2016年より明海大学客員教授。
日本学術会議会員（第22/23期、2011-2017年）。
1980年、東京医科歯科大学より歯学博士号を得る。論文の題は「Hyaline bodies of odontogenic cysts : histological, histochemical and electron microscopic studies」。

## 著書
- 山口朗 他 著、西井易穂、森井浩世、江澤郁子、小島至 編『カルシウムと骨』朝倉書店、2001年3月25日。ISBN 978-4-254-32191-3。
- 山口朗 著「第5章 骨・軟骨研究の新展開と臨床応用への展望 2.骨再生－基礎研究の展開」、米田俊之、加藤茂明、松本俊夫 編『最新の骨研究に迫る 解明が進む分子機構と骨疾患，そして再生医療へ』羊土社〈実験医学増刊〉、2002年11月。ISBN 9784897060941。
- 山口朗 他 著、宮坂信之、野田政樹、西岡久寿樹 編『骨・関節疾患』朝倉書店、2003年3月28日。ISBN 978-4-254-32201-9。
- 山口朗 他 著、鈴木隆雄、林泰史 編『骨の事典』朝倉書店、2003年6月20日。ISBN 978-4-254-30071-0。
- 山口朗 著「第1章　発生・再生の基本  骨組織の発生・再生」、上野直人、野地澄晴 編『発生・再生イラストマップ』羊土社〈キーワードで理解する〉、2005年12月。ISBN 9784897065816。

## 所属学会
- 日本臨床口腔病理学会 元理事長[2]
- 日本病理学会 元理事・口腔部会長[6]
- 歯科基礎医学会 元常任理事[4]
- 日本骨代謝学会 元副理事長[4]
- 日本骨形態計測学会 元監事[7]
- 日本発生生物学会[4]
- 日本分子生物学会[4]
- American Society of Bone and Mineral Research[4]

| 学職                                  | 学職                                                        | 学職                                            |
| ------------------------------------- | ----------------------------------------------------------- | ----------------------------------------------- |
| 先代 高田隆                           | 日本臨床口腔病理学会 理事長 2012年6月1日-                   | 次代 -                                          |
| 先代 谷口邦久 第22回 2011年 九州大学  | 日本臨床口腔病理学会 大会長 第23回 2012年 東京医科歯科大学  | 次代 -                                          |
| 先代 池尾隆 第7回 2009年 大阪歯科大学 | 日本歯科骨粗鬆症研究会 大会長 第8回 2010年 東京医科歯科大学 | 次代 西原達次 第9回 2011年 小倉リーセントホテル |